# Івасишин Орест Михайлович
О́рест Миха́йлович Іваси́шин (8 листопада 1946, Івано-Франківщина) — український вчений у галузі фізики металів, доктор фізико-математичних наук, професор, академік НАН України, директор Інституту металофізики НАН України.

## Життєпис
1969 року з відзнакою закінчив Львівський політехнічний інститут за фахом «фізика металів». Упродовж 1969–1972 років навчався в аспірантурі Інституту металофізики АН УРСР і виконував дослідження під керівництвом академіка НАН України В. Н. Гріднєва. Відтоді і понині вся наукова біографія Ореста Михайловича пов'язана з цим інститутом. З 1989 р. — завідувач відділу фізики міцності і пластичності негомогенних сплавів, з 1990 р. — заступник директора з наукової роботи, а з 2011 - 2019 — директор інституту. З 2011 — завідувач кафедри фізико-технологічних проблем нанорозмірних систем ФТННЦ, а з 2018 — завідувач кафедри прикладної фізики та наноматеріалів Київського академічного університету.   
Удостоєний Державної премії України у галузі науки і техніки (1993, 2005), премії НАН України ім. К. Д. Синельникова (1988), Премії Президентів Академії наук України, Білорусі та Молдови, звання «Заслужений діяч науки і техніки України» (1998).